# Biographisch-Bibliographisches Kirchenlexikon

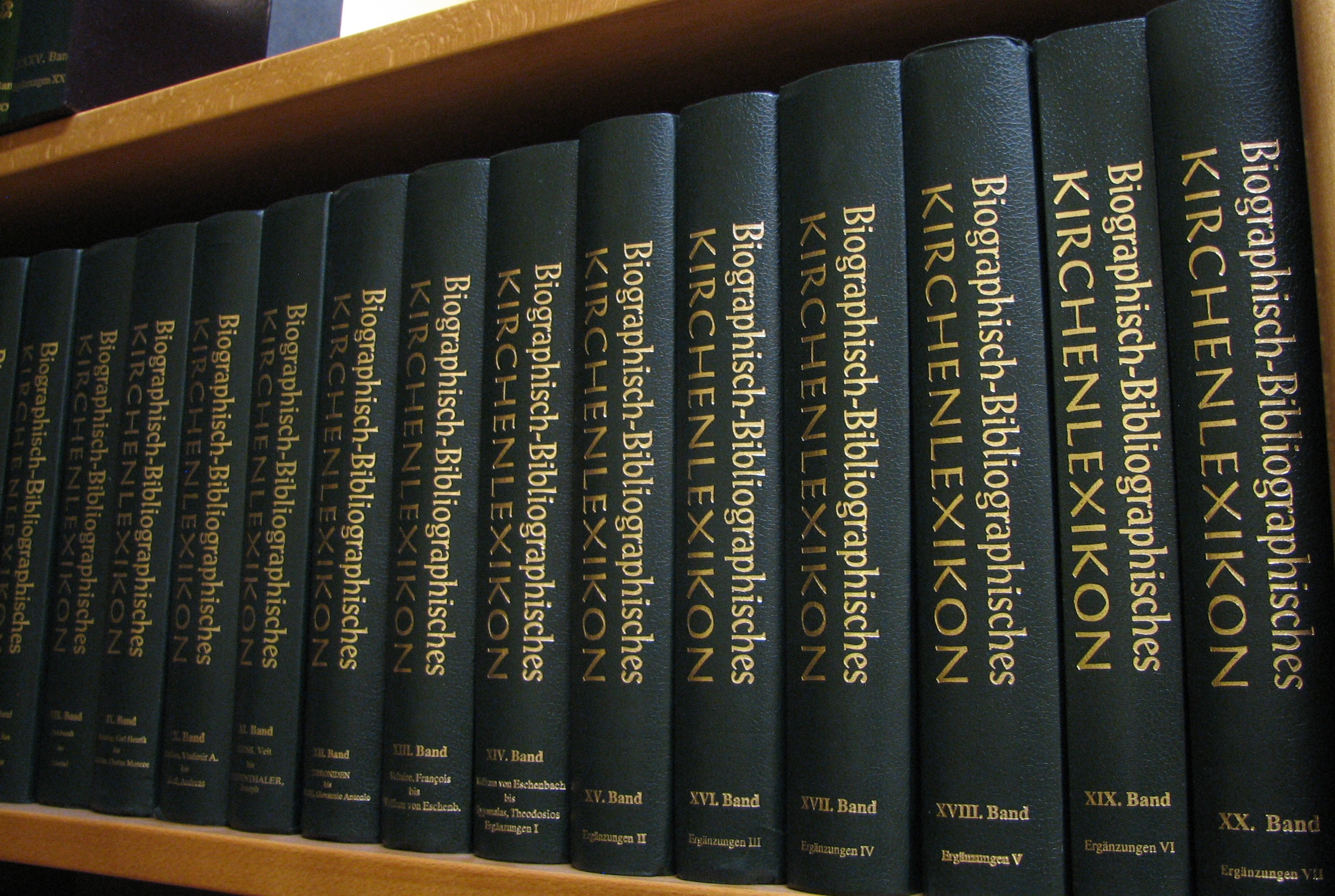
Biographisch-Bibliographisches Kirchenlexikon

O Biographisch-Bibliographisches Kirchenlexikon (BBKL) é uma obra de referência biográfica em língua alemã sobre pessoas ligadas à história do cristianismo e história da filosofia fundado em 1975 pelo alemão Friedrich Wilhelm Bautz e publicado pela editora Verlag Traugott Bautz (Nordhausen). A maioria dos 20.000 artigos, elaborados por cientistas e interessados, está disponível gratuitamente na internet.
Além da apresentação detalhada da vida e obra das pessoas dos campos da teologia, história, literatura, música, pintura, pedagogia e filosofia o BBKL contém extensas bibliografias dos biografados, bem como uma seleção da relevante literatura secundária. 

## Edições
- Friedrich Wilhelm Bautz, desde volume 3: Traugott Bautz (ed.): Biographisch-Bibliographisches Kirchenlexikon. 14 volumes (+ 16 volumes de suplementos), Bautz, Hamm 1975ff.
  - Volume 1 (Aalders–Faustus v. Byzanz), Hamm 1975, ISBN 3-88309-013-1
  - Volume 2 (Faustus v. Mileve–Jeanne, d'Arc), Hamm 1990, ISBN 3-88309-032-8
  - Volume 3 (Jedin–Kleinschmidt), Herzberg 1992, ISBN 3-88309-035-2
  - Volume 4 (Kleist–Leyden), Herzberg 1992, ISBN 3-88309-038-7
  - Volume 5 (Leyen–Mönch), Herzberg 1993, ISBN 3-88309-043-3
  - Volume 6 (Moenius–Patijn), Herzberg 1993, ISBN 3-88309-044-1
  - Volume 7 (Patocka–Remachus), Herzberg 1994, ISBN 3-88309-048-4
  - Volume 8 (Rembrandt–Scharbel (Charbel)), Herzberg 1994, ISBN 3-88309-053-0
  - Volume 9 (Scharling–Sheldon), Herzberg 1995, ISBN 3-88309-058-1
  - Volume 10 (Shelkov–Stoß, Andreas), Herzberg 1995, ISBN 3-88309-062-X
  - Volume 11 (Stoß, Veit–Tieffenthaler), Herzberg 1996, ISBN 3-88309-064-6
  - Volume 12 (Tibbon–Volpe), Herzberg 1997, ISBN 3-88309-068-9
  - Volume 13 (Voltaire–Wolfram von Eschenbach), Herzberg 1998, ISBN 3-88309-072-7
  - Volume 14 (Wolfram von Eschenbach–Zuygomalas, Theodosios e suplemento I), Herzberg 1998, ISBN 3-88309-073-5
  - Volume 15 (suplemento II), Herzberg 1999, ISBN 3-88309-077-8
  - Volume 16 (suplemento III), Herzberg 1999, ISBN 3-88309-079-4
  - Volume 17 (suplemento IV), Herzberg 2000, ISBN 3-88309-080-8
  - Volume 18 (suplemento V), Herzberg 2001, ISBN 3-88309-086-7
  - Volume 19 (suplemento VI), Nordhausen 2001, ISBN 3-88309-089-1
  - Volume 20 (suplemento VII), Nordhausen 2002, ISBN 3-88309-091-3
  - Volume 21 (suplemento VIII), Nordhausen 2003, ISBN 3-88309-110-3
  - Volume 22 (suplemento IX), Nordhausen 2003, ISBN 3-88309-133-2
  - Volume 23 (suplemento X), Nordhausen 2004, ISBN 3-88309-155-3
  - Volume 24 (suplemento XI), Nordhausen 2005, ISBN 3-88309-247-9
  - Volume 25 (suplemento XII), Nordhausen 2005, ISBN 3-88309-332-7
  - Volume 26 (suplemento XIII), Nordhausen 2006, ISBN 3-88309-354-8
  - Volume 27 (suplemento XIV), Nordhausen 2007, ISBN 3-88309-393-9
  - Volume 28 (suplemento XV), Nordhausen 2007, ISBN 3-88309-413-7
  - Volume 29 (suplemento XVI), Nordhausen 2008, ISBN 978-3-88309-452-6
  - Volume 30 (suplemento XVII), Nordhausen 2009, ISBN 978-3-88309-478-6
  - Volume 31 (suplemento XVIII), Nordhausen 2010